# Frankrijk op het Eurovisiesongfestival 2004
Frankrijk deed in 2004 voor de zevenenveertigste keer mee aan het Eurovisiesongfestival. In de Turkse stad Istanboel werd het land op 15 mei vertegenwoordigd door de Belg Jonathan Cerrada met het lied "A chaque pas". Het land eindigde met 40 punten op de vijftiende plaats.

## Nationale voorselectie
Net zoals het voorbije jaar, koos men er opnieuw voor een interne selectie te organiseren.
Uiteindelijk koos men voor Jonathan Cerrada met het lied A chaque pas.

## In Istanboel
In Turkije moest Frankrijk optreden als 4de, net na Noorwegen en voor Servië en Montenegro. Op het einde van de puntentelling werd duidelijk dat Frankrijk de vijftiende plaats had behaald met 40 punten.
Men ontving 1 keer het maximum van de punten.

### Gekregen punten
Nederland en België hadden respectievelijk 0 en 10 punten over voor deze inzending.

#### Finale
| 12 punten | 10 punten          | 8 punten | 7 punten   | 6 punten  |
| --------- | ------------------ | -------- | ---------- | --------- |
| - Monaco  | - België           |          | - Andorra  |           |
| 5 punten  | 4 punten           | 3 punten | 2 punten   | 1 punt    |
|           | - Rusland - Spanje |          | - Portugal | - Albanië |

### Punten gegeven door Frankrijk

#### Finale
Punten gegeven in de finale:
| 12 punten | Turkije              |
| 10 punten | Servië en Montenegro |
| 8 punten  | Spanje               |
| 7 punten  | Duitsland            |
| 6 punten  | Griekenland          |
| 5 punten  | Cyprus               |
| 4 punten  | Oostenrijk           |
| 3 punten  | Zweden               |
| 2 punten  | Oekraïne             |
| 1 punt    | Albanië              |